# Ambrosia
Ambrosia is een geslacht uit de composietenfamilie (Asteraceae of Compositae). Het geslacht bestaat uit eenjarigen, meerjarige planten en struiken. De naam verwijst naar het klassieke Ambrosia of Ambrozijn.
Volgens de Flora of North America en de Flora of China bestaat het geslacht uit meer dan veertig soorten. The Plant List accepteert vijftig soortnamen.
Het geslacht komt van oorsprong voor in de Nieuwe Wereld. In de Oude Wereld zijn een aantal soorten verwilderd.  De alsemambrosia (Ambrosia artemisiifolia) staat er  bekend om overlast te geven voor hooikoorts-patiënten en wordt beschouwd als een te bestrijden plant.

## Ambrosia en hooikoorts
Ambrosiapollen kunnen ernstige hooikoortsklachten veroorzaken. In verhouding tot andere hooikoortsplanten:
- verspreidt een bloeiende ambrosia veel pollen in de lucht;
- veroorzaken de pollen een heftigere allergische reactie dan andere pollen;
- en bloeit de ambrosia laat in het seizoen, van eind augustus tot eind oktober. Daardoor duurt het hooikoortsseizoen twee maanden langer.

In Nederland komt ambrosia nog niet veel voor, maar door de warmere en langere zomers kan ambrosia zich makkelijker verspreiden. Het is daarom belangrijk om de verspreiding van ambrosia te remmen en de planten zo veel mogelijk te verwijderen.

## Soorten
Ambrosia-soorten zijn:
- Ambrosia acanthicarpa Hook.
- Ambrosia acuminata (Brandegee) W.W.Payne
- Ambrosia ambrosioides (Delpino) W.W.Payne
- Ambrosia arborescens Mill.
- Ambrosia artemisiifolia L.
- Ambrosia artemisioides Meyen & Walp.
- Ambrosia bidentata Michx.
- Ambrosia bryantii (Curran) W.W.Payne
- Ambrosia camphorata (Greene) W.W.Payne
- Ambrosia canescens A.Gray
- Ambrosia carduacea (Greene) W.W.Payne
- Ambrosia chamissonis (Less.) Greene
- Ambrosia cheiranthifolia A.Gray
- Ambrosia chenopodiifolia (Benth.) W.W.Payne
- Ambrosia confertiflora DC.
- Ambrosia cordifolia (A.Gray) W.W.Payne
- Ambrosia cumanensis Kunth
- Ambrosia deltoidea (Torr.) W.W.Payne
- Ambrosia dentata (Cabrera) M.O.Dillon
- Ambrosia divaricata (Brandegee) W.W.Payne
- Ambrosia dumosa (A.Gray) W.W.Payne
- Ambrosia eriocentra (A.Gray) W.W.Payne
- Ambrosia flexuosa (A.Gray) W.W.Payne
- Ambrosia grayi (A.Nelson) Shinners
- Ambrosia hispida Pursh
- Ambrosia humi León de la Luz & Rebman
- Ambrosia ilicifolia (A.Gray) W.W.Payne
- Ambrosia johnstoniorum Henrickson
- Ambrosia linearis (Rydb.) W.W.Payne
- Ambrosia magdalenae (Brandegee) W.W.Payne
- Ambrosia maritima L.
- Ambrosia microcephala DC.
- Ambrosia monogyra (Torr. & A.Gray) Strother & B.G.Baldwin
- Ambrosia nivea (B.L.Rob. & Fernald) W.W.Payne
- Ambrosia pannosa W.W.Payne
- Ambrosia polystachya DC.
- Ambrosia porcheri P.D.McMillan & L.Prevost
- Ambrosia psilostachya DC.
- Ambrosia pumila (Nutt.) A.Gray
- Ambrosia salsola (Torr. & A.Gray) Strother & B.G.Baldwin
- Ambrosia sandersonii S.L.Welsh
- Ambrosia scabra Hook. & Arn.
- Ambrosia tenuifolia Spreng.
- Ambrosia tomentosa Nutt.
- Ambrosia trifida L.
- Ambrosia velutina O.E.Schulz

## Hybriden
- Ambrosia × helenae Rouleau
- Ambrosia × intergradiens W.H.Wagner
- Ambrosia × platyspina (Seaman) Strother & B.G.Baldwin

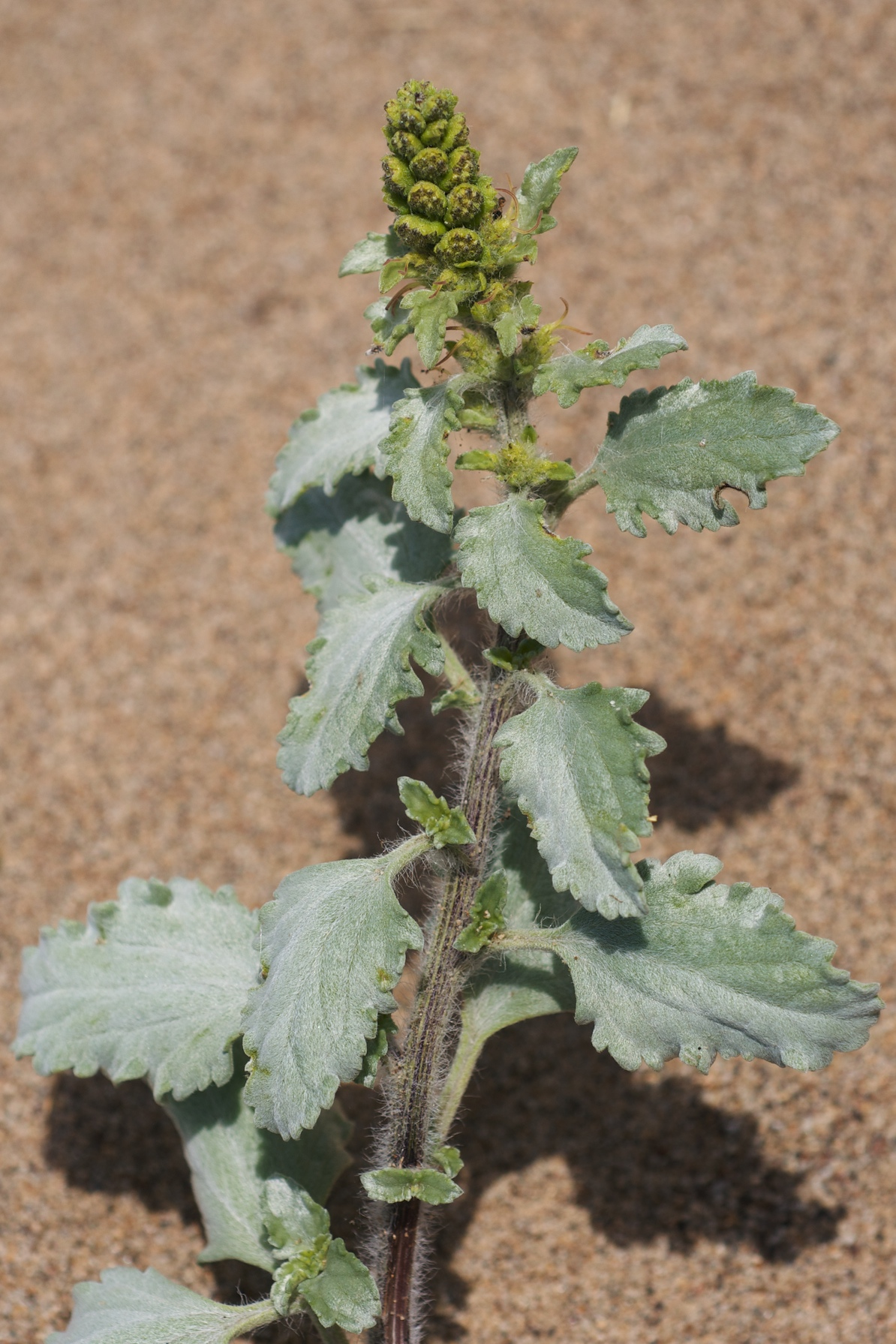
Ambrosia chamissonis
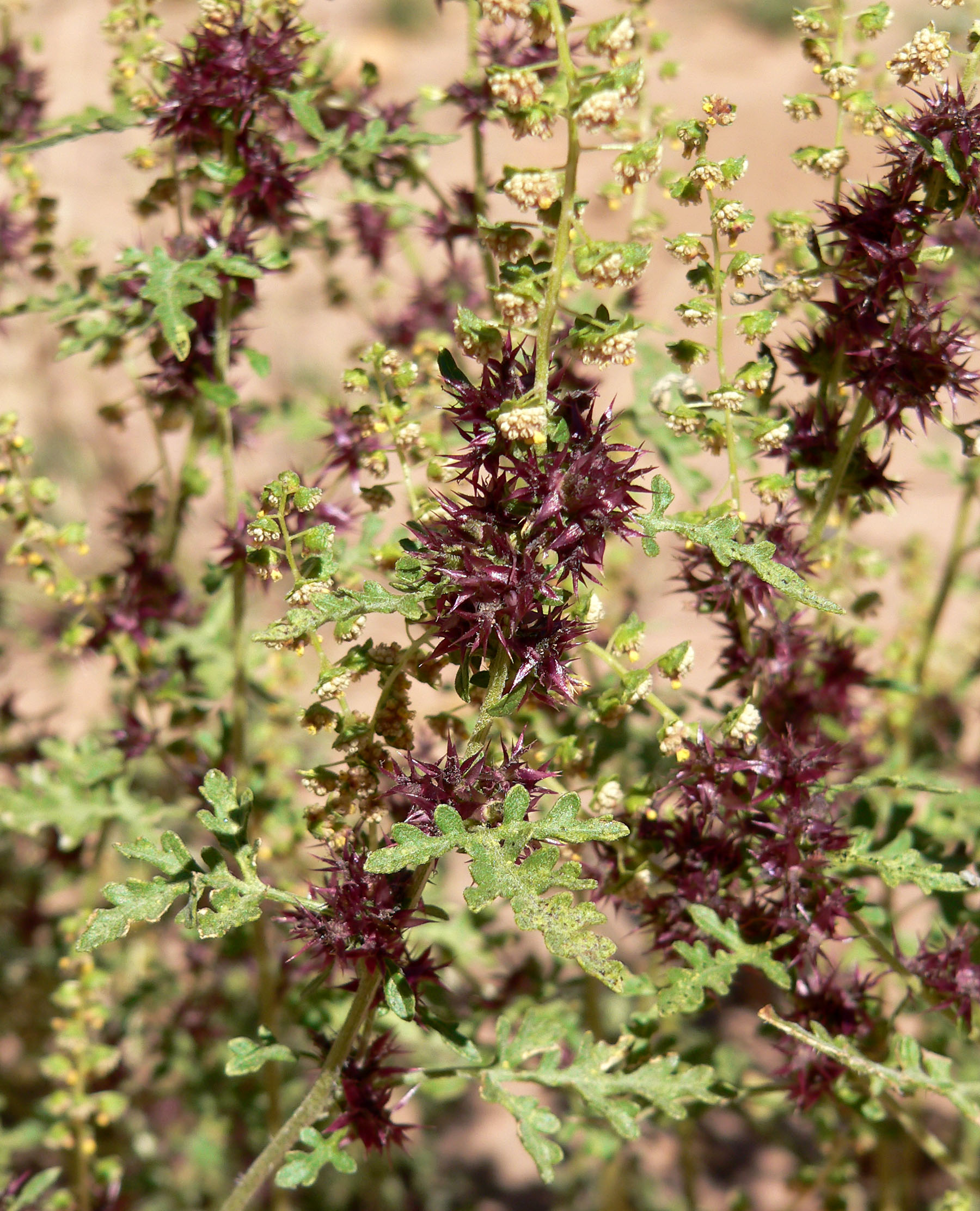
Ambrosia dumosa
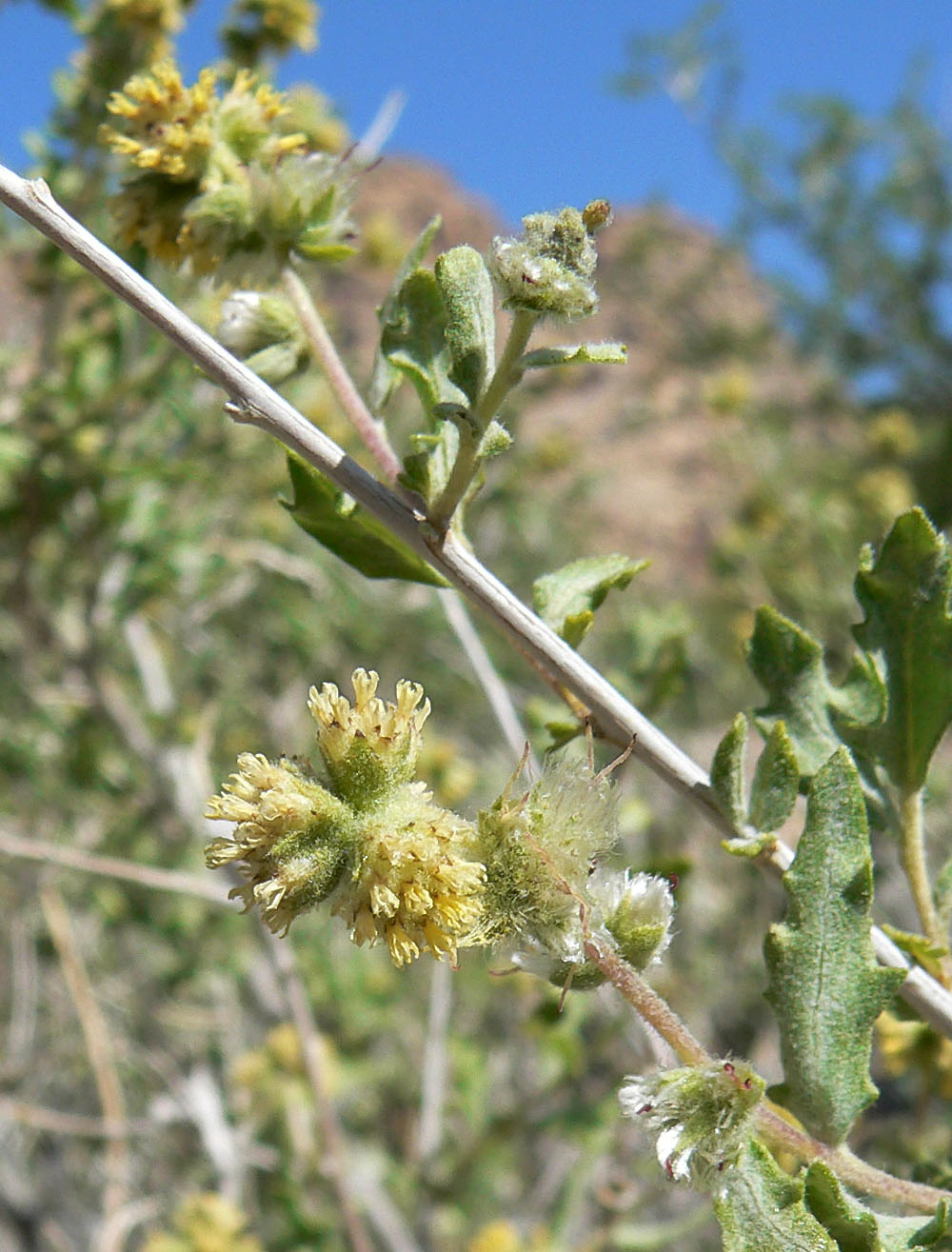
Ambrosia eriocentra
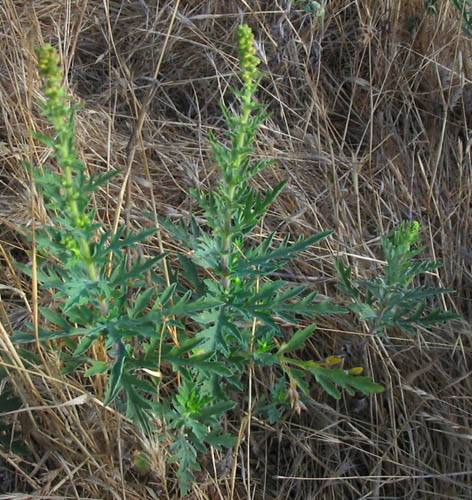
Ambrosia psilostachya